# Eustoquio Díaz Vélez

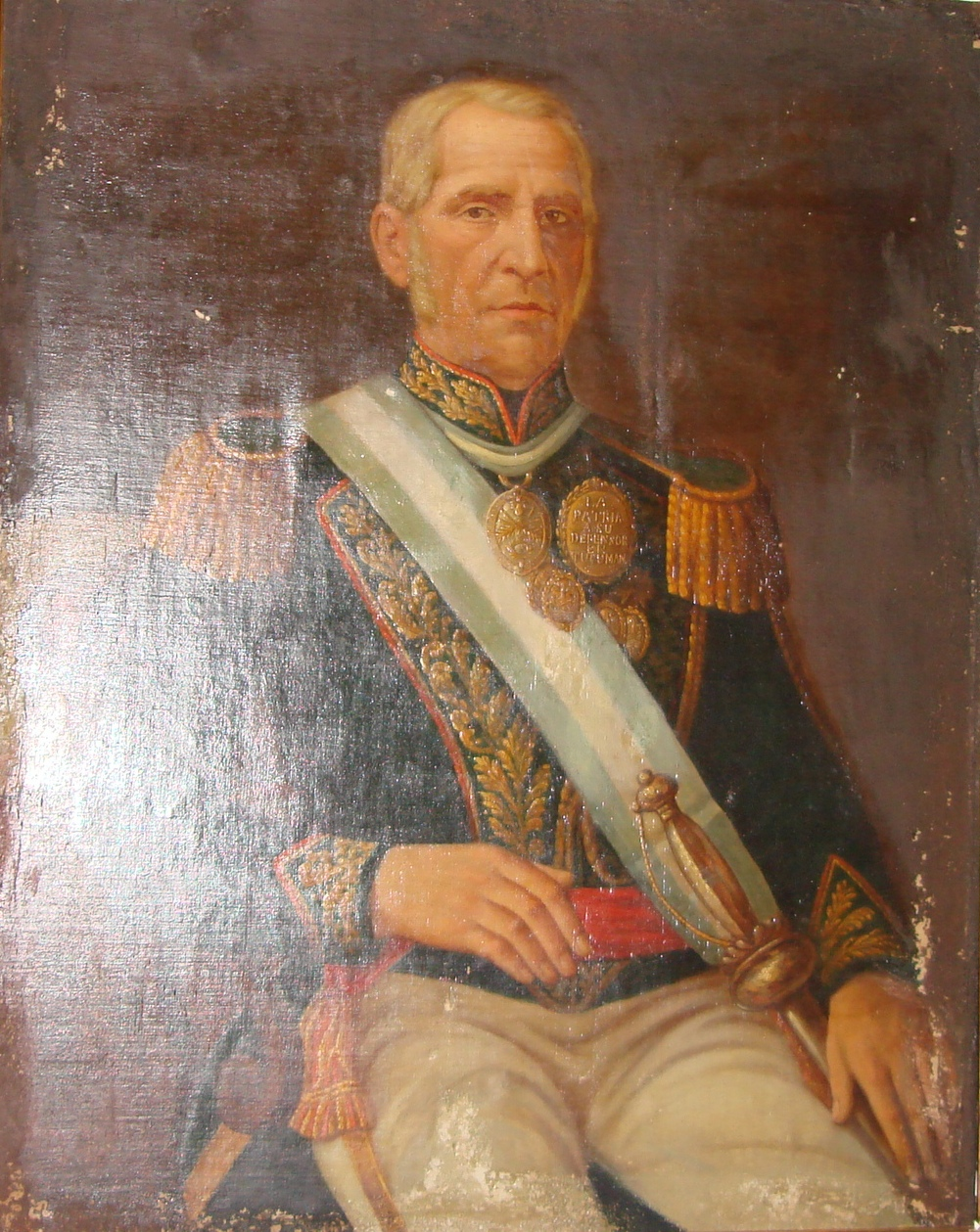
Général Eustoquio Díaz Vélez. Peinture à l'huile situé dans le Cabildo de Salta, en Argentine.

Eustoquio Antonio Díaz Vélez (né le 2 novembre 1782 à Buenos Aires et mort le 1er avril 1856  dans la même ville) est un militaire argentin du début du XIXe siècle.

## Biographie
Le général Eustoquio Díaz Vélez prend part à la défense du pays lors des Invasions britanniques, une série d'expéditions dirigées contre les colonies espagnoles du Río de la Plata, en 1806-1807. Il participe à la révolution de Mai et combat lors de la guerre d'indépendance de l'Argentine et dans les guerres civiles argentines.